# Lawarde-Mauger-l'Hortoy
Lawarde-Mauger-l'Hortoy is een gemeente in het Franse departement Somme (regio Hauts-de-France) en telt 142 inwoners (2004). De plaats maakt deel uit van het arrondissement Montdidier.

## Geografie
De oppervlakte van Lawarde-Mauger-l'Hortoy bedraagt 9,1 km², de bevolkingsdichtheid is 15,6 inwoners per km².
De onderstaande kaart toont de ligging van Lawarde-Mauger-l'Hortoy met de belangrijkste infrastructuur en aangrenzende gemeenten.

## Demografie
Onderstaande figuur toont het verloop van het inwonertal (bron: INSEE-tellingen).